# Scent of Mystery
Scent of Mystery was een experimentele film uit 1960. Tijdens de film werden verschillende geuren op basis van signalen uit de soundtrack automatisch vanonder de bioscoopstoelen de zaal in gespoten. Deze methode werd Smell-O-Vision genoemd. Een aantal scènes zijn dan ook speciaal op de bedoelde geur gemaakt. Bezoekers kregen onder andere de geur van parfum, tabak, schoenpoets, brood en lavendel te ruiken. De première vond plaats in Chicago’s Cinestage Theatre.

## Verhaal
Oliver, een schrijver, ontdekt een moordplan om een zekere Sally te vermoorden. Samen met een taxichauffeur reist hij door Spanje om de moord te voorkomen.

## Cast
| Acteur           | Personage     |
| ---------------- | ------------- |
| Denholm Elliott  | Oliver Larker |
| Peter Lorre      | taxichauffeur |
| Elizabeth Taylor | Sally         |
| Paul Lukas       | baron Saradin |

## Trivia
- De film werd in 1980 op de Amerikaanse MTV uitgezonden. Vooraf werden via winkels een soort kraskaarten uitgedeeld die de bedoelde geuren verspreiden. De kijkers kregen dan een seintje wanneer ze een bepaald vakje weg moesten krassen. Deze methode werd ook in 1981 bij de film Polyester gebruikt.
- Scent of Mystery werd later hernoemd naar Holiday in Spain.